# 隋唐史
《隋唐史》，是指隋朝與唐朝的歷史，許多學者都編過隋唐史：
- 岑仲勉：《隋唐史》
- 高明士等編：《隋唐史》
- 李樹桐：《隋唐史別裁》
- 崔瑞德等編：《劍橋中國隋唐史》
- 王壽南：《隋唐史》

|  | 这是一个同类索引条目，列出擁有相同或近似名稱的同類型項目。 若您循內部連結來到此頁面，請考慮修正該，將其指向正確的條目。 |